# فكتور غلاك
فكتور غلاك (بالألمانية: Viktor Gluck)‏ هو مصور سينمائي نمساوي، ولد في 1 سبتمبر 1897 في برنو في التشيك، وتوفي في يناير 1957 في إيلنغ في المملكة المتحدة.

## وصلات خارجية
- فكتور غلاك على موقع IMDb (الإنجليزية)
- فكتور غلاك على موقع قاعدة بيانات الأفلام السويدية (السويدية)
- فكتور غلاك على موقع قاعدة بيانات الفيلم (الإنجليزية)
- فكتور غلاك على موقع كينوبويسك (الروسية)